# Trophée Gilles-Lefebvre
Le trophée Gilles-Lefebvre est un trophée de hockey sur glace. Il était remis annuellement depuis la saison 1996-1997 à la meilleure organisation de la Ligue nord-américaine de hockey.

## Récipiendaires du Trophée
| Saison    | Vainqueur                    |
| --------- | ---------------------------- |
| 1996-1997 | Grand Portneuf de Pont-Rouge |
| 1997-1998 | Condors de Jonquière         |
| 1998-1999 | Garaga de Saint-Georges      |
| 1999-2000 | Garaga de Saint-Georges      |
| 2000-2001 | Prolab de Thetford Mines     |
| 2001-2002 | Cousin de Saint-Hyacinthe    |
| 2002-2003 | Lacroix de Windsor           |
| 2003-2004 | Paramédic de Saguenay        |
| 2004-2005 | Dragons de Verdun            |
| 2005-2006 | Mission de Sorel-Tracy       |
| 2006-2007 | Saint-François de Sherbrooke |
| 2007-2008 | CRS Express de Saint-Georges |
| 2008-2009 | CRS Express de Saint-Georges |
| 2009-2010 | CRS Express de Saint-Georges |